# Operace Rothman
Operace Rothman bylo krycí označení chystaného výsadku do Protektorátu Čechy a Morava. Výsadek byl organizován Zvláštní skupinou D při exilovém Ministerstvu národní obrany v Londýně. Z důvodu konce II. světové války byla operace zrušena.

## Složení a úkoly
Velitelem skupiny byl des. asp. Klement Hlásenský, zástupcem des. asp. Osvald Peroutka a radisté čet. Antonín Stolařík a des. Vladimír Ruml. Úkolem výsadku bylo v doskokové oblasti provádět výcvik místních odbojářů a zároveň provádět zpravodajskou činnost, zajišťovat shozy vojenského materiálu a udržovat spojení s Londýnem. Pro tento úkol byli vybaveni dvěma radiovými komplety s krycím názvem Magda.

## Činnost
Původní doskoková plocha na jihovýchodní Moravě (kde měla skupina posílit desanty Carbon a Potash) byla vlivem vývoje na frontě posunuta do prostoru poblíž Kostelce nad Černými Lesy, kde mělo dojít k navázání spolupráce se Zpravodajskou brigádou. Na vyčkávací základně desant vyčkával na rozkaz ke startu. Pro nepřízeň počasí k němu nedošlo a ke konci války byla operace zrušena. 